# Asilo humanitario

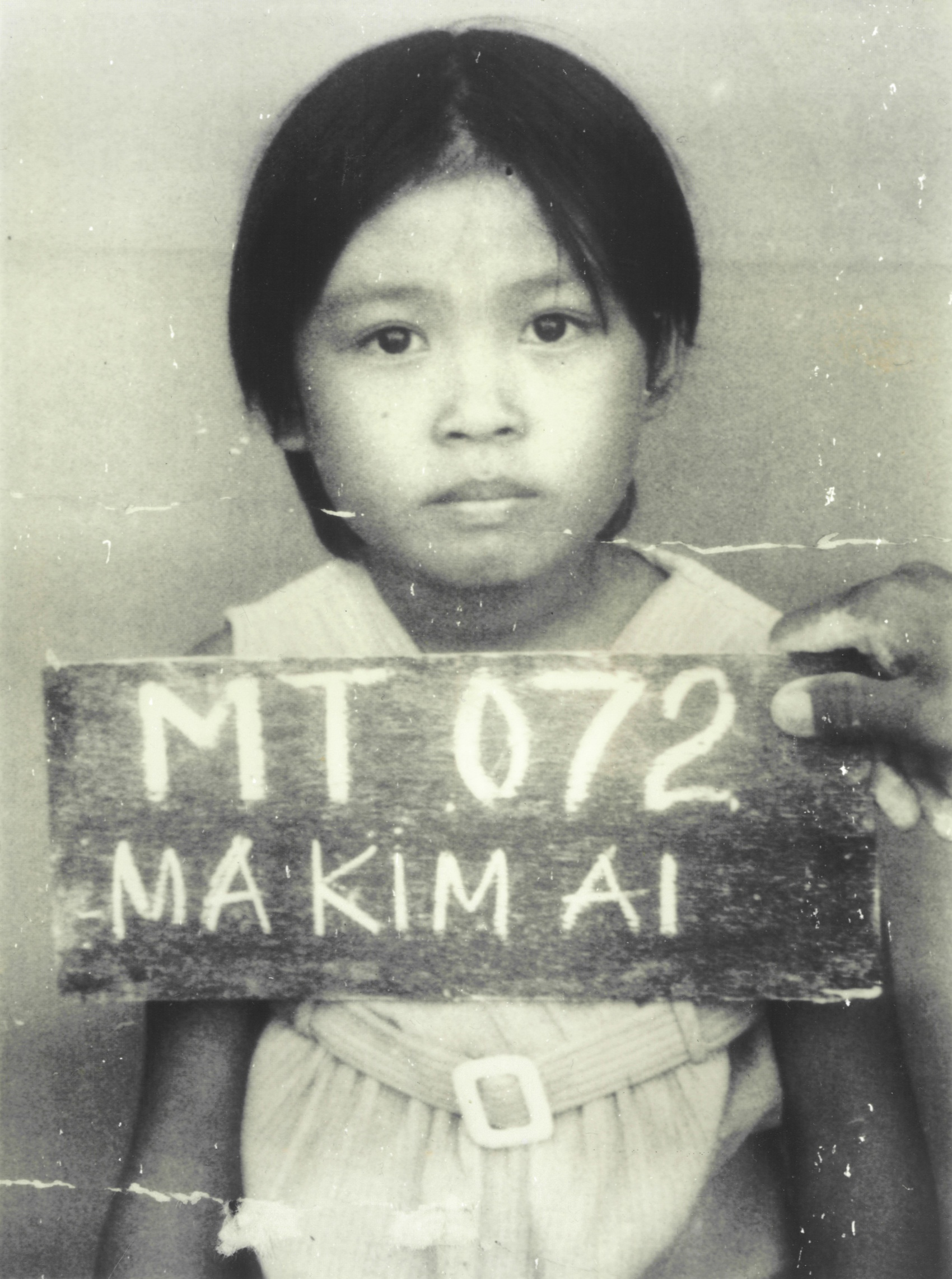
Niña vietnamita refugiada en un campo de Malasia

El asilo humanitario es la práctica de ciertas naciones de aceptar en su suelo a inmigrantes que se han visto obligados a abandonar su país de origen debido al peligro que corrían por causas raciales, religiosas, guerras, guerras civiles, catástrofes naturales, hambrunas, etc.
En su significado moderno, asilo es el lugar en el que las personas perseguidas por motivos políticos encuentran inmunidad contra la prisión y reciben protección contra un peligro inminente.
Los refugiados se ven forzados a huir porque no disponen de la suficiente protección por parte del gobierno de su propio país.
El antecedente del derecho de asilo territorial, es el asilo sagrado, promovido por la Iglesia católica. 
Francia, Canadá y los Estados Unidos han concedido el estatuto de refugiadas a mujeres que han sufrido mutilaciones sexuales o que correrían el riesgo de sufrirlas si permanecieran en sus países de origen y España lo ha concedido a personas homosexuales perseguidas por sus preferencias sexuales, Chile ha recibido a personas provenientes desde Haití, Venezuela y los Territorios Palestinos.
Las legislaciones y jurisprudencias nacionales difieren ampliamente en el alcance del derecho de asilo. Sin embargo, los acuerdos internacionales de los que forma parte cada Estado siempre prevalecen sobre el derecho interno, y esto, en todos los casos. Ciertos países desarrollados han establecido una cuota de refugiados a los que están dispuestos a conceder asilo, generalmente como resultado de un conflicto armado en curso. Desde la última década del siglo XX la mayoría de estos refugiados provino de: Irán, Irak, los Territorios Palestinos, Afganistán, Ruanda, Burundi, Sudán, Congo, Sahara Occidental, Albania, China, Colombia, Siria, Alemania, Francia, y la antigua Yugoslavia.
Bajo la Convención sobre Refugiados de 1951 y el Protocolo de 1967 de acuerdo con estos compromisos contraídos internacionalmente, las naciones están obligadas a conceder asilo humanitario y no pueden ni deben devolver por la fuerza a un refugiado a su país de origen por el peligro que le significa. A pesar de todo estas convenciones a veces son pasadas por alto.
El Día Mundial del Refugiado se celebra el 20 de junio. Fue establecido en el año 2000 por una resolución especial de la Asamblea General de las Naciones Unidas. Anteriormente, el 20 de junio era el Día del Refugiado Africano.

## Refugiados
Los refugiados son un grupo de personas que se reconocen como inmigrantes forzados, pues en sus países son perseguidos por sus creencias, razas, por conflictos armados o desastres naturales. Esta definición fue establecida en 1951 en la Convención sobre el Estatuto de los Refugiados de las Naciones Unidas. Actualmente el concepto se ha ampliado haciendo referencia a las personas que se van de sus lugares de orígenes porque las tierras de esos países no les aseguran la subsistencia.
La protección de estas personas ocurrió por primera vez en el marco de la Sociedad de las Naciones, en la década de 1920 con la creación de órganos destinados a brindar apoyo a los refugiados rusos y alemanes. En 1947 se creó la Organización Internacional para los Refugiados (OIR) y su tarea era registrar a los refugiados, repatriarlos o reasentarlos. En 1949 se creó la oficina del Alto Comisionado de las Naciones Unidas para los Refugiados (ACNUR) que funciona hasta el día de hoy.
La protección internacional de los refugiados se basa esencialmente en asegurar la admisión en el país de refugio, el otorgamiento del refugio, el respeto de los derechos humanos y el principio de “no-devolución”, que es el derecho de las personas que solicitan refugio a no ser obligadas a regresar a su país. ACNUR posee tres maneras de solucionar el problema de los refugiados: la repatriación voluntaria, es decir que regresan a su país pero siguen siendo acompañados por ACNUR, o son reasentados en un tercer país que no es el que lo refugió ni del cual provenía o se realiza una integración local.
La diferencia entre los refugiados y los desplazados internos están en que los primeros han atravesado una frontera internacionalmente reconocida, mientras que los segundos permanecen dentro de sus países, aunque dejaron sus lugares de residencia habitual.

## Desplazados internos

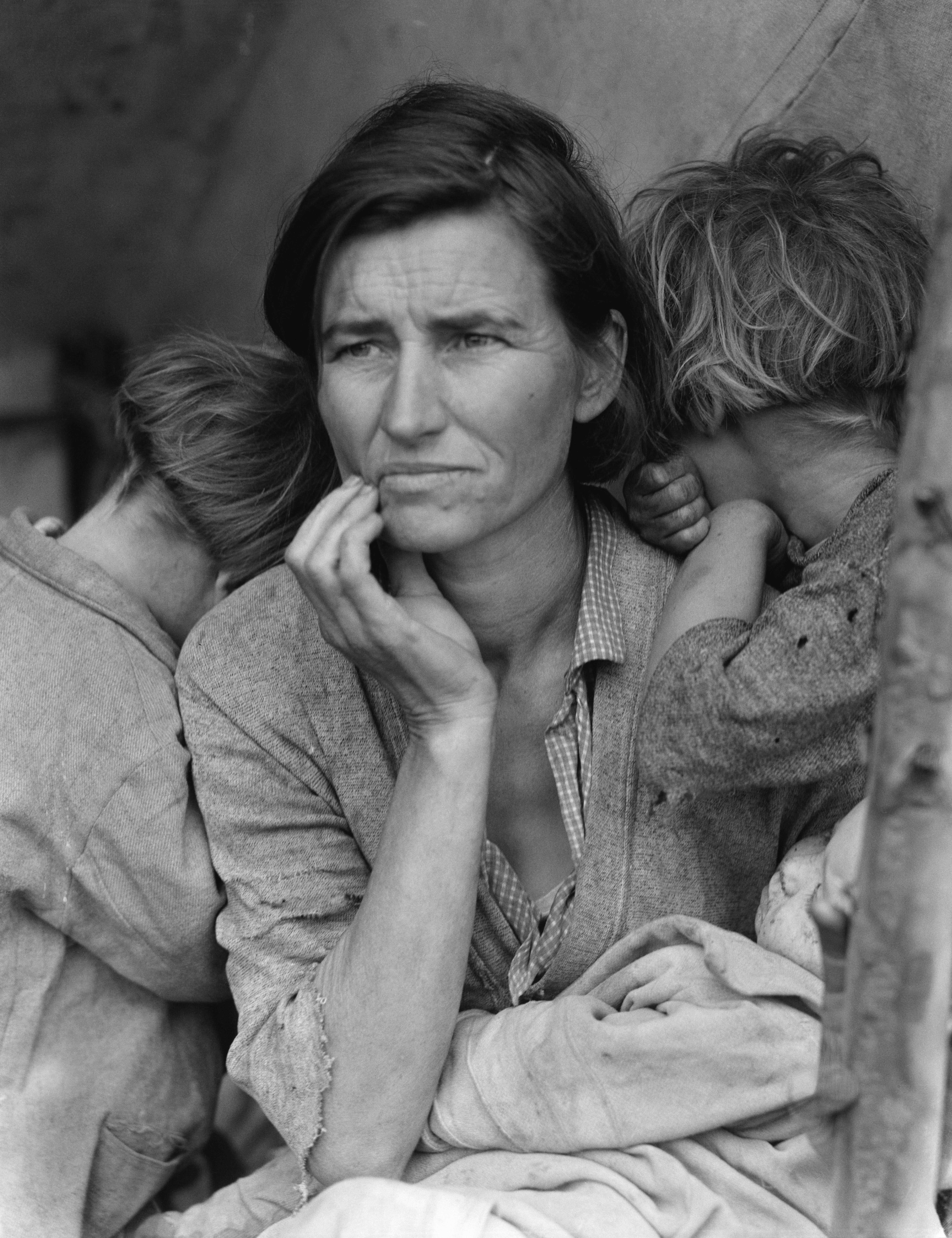
Mujer de 32 años, madre de 7 hijos durante la gran depresión de los años 30

Son las personas obligadas a huir de sus hogares a resultas de alguna crisis pero que, a diferencia de los refugiados, permanecen dentro de las fronteras de su país de origen. A finales de 2006 se estimaba que su número total ascendía a 24.5 millones repartidos en 52 países, alrededor de la mitad de los cuales serían africanos. Esto resulta especialmente dramático si tenemos en cuenta que un desplazado interno sufre una situación mucho más vulnerable que otra que haya conseguido cruzar una frontera territorial y que pueda, por lo tanto, acceder con más facilidad a la protección internacional.

## Protección y asistencia
Son las dos obligaciones que en 1951 se encargaron al Alto Comisionado de las Naciones Unidas para los Refugiados, y cubren tanto a los refugiados como a los desplazados internos. En general, las organizaciones trabajan según tres líneas de actuación: la integración en el primer país de acogida, el reasentamiento en terceros países o la repatriación voluntaria del refugiado en caso de que la situación del territorio de procedencia haya cambiado. A pesar de todo, continuar lejos de casa no es nada fácil. El derecho internacional reconoce que todos los refugiados pueden pedir asilo en los países de acogida; sin embargo, estos países no están legalmente obligados a concederlo. Además el artículo 31 de la Convención de los Refugiados dice que no se debe penalizar a los refugiados por haber entrado a un país de modo ilegal si vienen directamente de un sitio en el que estaban en peligro y se han presentado ante las autoridades. Otro derecho de los refugiados está estipulado en el artículo 33 de la Convención, el cual prohíbe la repatriación forzosa de los refugiados y se conoce como "non refoulement".

## Zonas de destino
Contrariamente a lo que se acostumbra a creer, no son los países industrializados los que acogen al volumen más importante de refugiados, sino los que están en vías de desarrollo, especialmente los más pobres de Asia y África. Según el ACNUR en el 2004 los cinco países principales de acogida de refugiados son Pakistán (1,1 millones), Irán (985.000), Alemania (960.000), Tanzania (650.000) y los Estados Unidos (452.500). En España, la mayoría de refugiados (sin contar a los inmigrantes económicos) provienen de países del África subsahariana donde hay conflictos o gobiernos dictatoriales, como Sierra Leona, Guinea Ecuatorial o Nigeria, por citar algunos ejemplos. Ecuador, en Sudamérica, también se convirtió en un país de acogida en cuanto a los colombianos desplazados por los problemas internos con las FARC (Fuerzas Armadas Revolucionarias de Colombia) y los paramilitares, es así que muchos colombianos tienen el estatus de refugiados, pues se ven expuestos al peligro que representan tales enfrentamientos.

## Cifras
A finales de 2011, el número de personas desplazadas forzosamente en todo el mundo se situaba en 42,5 millones, de ellos 35,4 millones bajo el mandato del ACNUR. Esta cifra se compone de 26,4 millones de desplazados internos (15,4 millones asistidos o protegidos por el ACNUR), 895.000 solicitantes de asilo y 15,2 millones de refugiados: 10,4 millones bajo el mandato de ACNUR y 4,8 millones bajo la responsabilidad de la UNRWA (refugiados palestinos).
En el año 2004, el número de personas que el ACNUR tenía bajo su protección sobrepasó los 17 millones de personas en todo el planeta, por debajo de los 20 millones del año anterior. Esta cifra incluye a solicitantes de asilo, refugiados, desplazados internos, retornados y personas apátridas. Esta disminución se debe también a que algunos de los retornados a sus hogares en años anteriores dejan de considerarse bajo el amparo del ACNUR ya que solo los contabiliza durante períodos limitados. Los éxodos más numerosos se dieron en Sudán (112 200), Liberia (86 800), La República Democrática del Congo (30 000), Costa de Marfil (22 200), Somalia (14 800) y la República Centroafricana (13 000).
Más de una cuarta parte de los refugiados son palestinos, y la mayoría de ellos desea regresar a su casa. Otros, como los saharauis, llevan más de 40 años refugiados en el desierto argelino de Tinduf a la espera de un referéndum de autodeterminación que resuelva el estatuto definitivo del Sahara Occidental. Más de la mitad de los refugiados de todo el mundo son niños. Desde el año 2003 donde se ha generado un incremento en el número de personas bajo el amparo del ACNUR ha sido en Latinoamérica y el Caribe, debido sobre todo a la continua crisis de desplazados internos en Colombia, en cuyo país el número de desplazados internos supera el 1,2 millones de personas (2004), además de refugiarse en países como Venezuela, Ecuador, Costa Rica y Chile.
- En Siria más de 2 millones de refugiados por la guerra civil siria que actualmente se vive en el país desde el año 2011. Más del 85% de los refugiados huyeron de Siria solo en 2013. Los principales países que reciben sirios son Líbano, Turquía, Jordania e Irak, con más de 500.000 sirios cada uno. Se trata de la peor crisis humanitaria del siglo XXI.
- De Irak más de 1,5 millones de refugiados que huyeron por la guerra que mantuvo Estados Unidos contra Irak entre 2003 y 2011.
- En Afganistán producto de las constantes guerras, cerca de 5 millones han huido a Pakistán e Irán, principalmente por la guerra que lleva Estados Unidos desde el 2001, por la guerra civil de los años 90 y por la guerra que llevó la Unión Soviética en los 80.
- De los Territorios Palestinos debido al conflicto árabe-israelí iniciado en 1948. Hoy cerca de 4,4 millones de personas viven en campos de refugiados palestinos.
- Del Líbano 1 millón de refugiados, por la guerra civil que sucedió entre 1975 y 1990.
- De Irán 2 millones de refugiados producto de la persecución política durante la Revolución iraní.
- En Liberia durante la guerra civil liberiana (1989-2003) cerca de 1 millón de personas salieron del país.
- En Sierra Leona durante la guerra civil de ese país (1991-2002) cerca de 2 millones de personas huyeron a Guinea o a la capital sierraleonesa, Freetown.
- En Burundi debido a la guerra entre el gobierno y los grupos rebeldes Hutu, son más de 2 millones a la República Democrática del Congo.
- De Biafra 4 millones de igbos huyeron de las fuerzas nigerianas hacia Camerún durante la guerra de Biafra.
- De la República Democrática del Congo 2 millones de refugiados a otros países.
- En Colombia 1 a 1,5 millones de colombianos han sido desplazados fuera de su país en los cuarenta años del conflicto interno.
- En El Salvador durante la guerra civil de El Salvador (1980-1992) cerca de 2 millones de personas fueron desplazadas, principalmente familias campesinas, cerca de 500 mil huyeron a los EE. UU..
- En España hasta 1 millón de españoles que apoyaban a los republicanos huyeron al extranjero durante la guerra civil española.
- En Alemania durante la ofensiva final soviética en la Segunda Guerra Mundial, cerca de 11 a 14 millones de alemanes tuvieron que huir desde Polonia, los Sudetes y los Balcanes a occidente.
- En Unión Soviética 6 a 8 millones de personas salieron del país durante los años de 1924 a 1953 durante el mandato de Stalin.
- De Rusia cerca de 1 millón de personas salieron definitivamente del país durante la guerra civil rusa.
- En China en 1949 tras la victoria comunista en la guerra civil unos 3 millones de nacionalistas huyeron a Taiwán.
- De Venezuela 5 millones de desplazados como consecuencia de la crisis humanitaria, política y social.